# Lovisa Henoch
Eva Lovisa Henoch, född 1980, är en svensk konstnär och författare.

## Biografi
Henoch är utbildad vid Konstfack i Stockholm och arbetar i en berättande kontext med främst teckning i kombination med text, rumslig gestaltning och performance.
Tillsammans med Lotta Oudhuis gav hon 2010 ut Expeditionis planeta Teitus som inlevelsefullt och detaljerat beskriver en hittills okänd rymdexpedition vid början av 1900-talet i en tidsanda med bland annat heroiska upptäcktsfärder till polarområdena. Recensenten Jonas Thente skriver "Den fantastiska expeditionen blir en alltmer sorglig affär ju längre man tränger in i materialet. Man lägger samman två och två och häpnar över hur Henoch och Oudhuis faktiskt lyckas få en att känna sig indiskret. De har också fångat tidsandan i dokumenten – nationalismen, den broderliga vänskapen, naiviteten och utvecklingsoptimismen. Aulins fosterländska patos när han inför förbryllat mumlande vetenskapsmän i Genève nästan bryter samman av rörelse vid tanken på den svenska naturen, är prickfritt. Och den hemska svengelskan bidrar till känslan av melankoli och ömhet inför denne Sveriges första rymdfarare." Recensenten Magnus Haglund skriver "Dokumenten är vackra, detaljerade och fulla av fantasikraft ... det sker också något intressant med en som läsare. Den berättelse som skapas när de olika motiven vävs samman är på en gång dråplig och tragisk ..."
Hon var under tiden 2009–2012 en del av kollektivet Ropa, ett feministiskt, icke-kommersiellt och konstnärsdrivet projektrum för samtidskonst. Kollektivet genomförde 2010–2012 projektet "Tonårstjejens dagbok" som resulterat i utställningar, uppläsningar samt två böcker 2012 och 2017. Utformningen av den första uppmärksammades genom att bli en av 25 böcker i urvalet "Svensk Bokkonst: Det bästa ur svensk bokproduktion 2012".
Sydsvenskan skriver 2017 "Dagbokssidorna är både kloka, naiva, positiva och drastiska – ibland på gränsen till det komiska ... Kärleken och systerskapet får stort utrymme. Redaktörerna minns det magiska bandet, de har själva varit bästa vänner sedan barndomen. De hoppas att boken ska läsas på både ålderdomshem och skolor."

## Utställningar och event (urval)
- 2014-06-02--08 - Ett minne från rymden - ett mobilt konstgalleri med Performance-gruppen Hopp (Kaoro Furuko och Lovisa Henoch) under Umeå2014[9]
- 2016-10-20 - Tonårstjejens Dagbok besöker Lava bibliotek och verkstad[10]
- 2023-10-24--11-05 - Jag minns att en gång fanns det en skog, en pappa, en pojke och allt däremellan - en utställning som utforskar relationen mellan generationer, platser och minnen. Skellefteå Konstförening på Sara Kulturhus.[11]